# Jaakko Saari
Jaakko Sakari Saari (ur. 3 listopada 1957 w Jyväskylän maalaiskunta) – fiński judoka. Olimpijczyk z Moskwy 1980, gdzie zajął piętnaste miejsce w kategorii open.
Uczestnik mistrzostw świata w 1979. Siódmy na mistrzostwach Europy w 1983 roku. Zdobył cztery medale na wojskowych MŚ. Pięciokrotny mistrz kraju.

## Letnie Igrzyska Olimpijskie 1980
| Konkurencja | Eliminacje             | Klas. końcowa |
| Konkurencja | Przeciwnik I           | Miejsce       |
| ----------- | ---------------------- | ------------- |
| open        | Wálter Carmona (BRA) P | 15.           |